# Епфендорф
Епфендорф (нім. Epfendorf) — громада в Німеччині, знаходиться в землі Баден-Вюртемберг. Підпорядковується адміністративному округу Фрайбург. Входить до складу району Ротвайль.
Площа — 29,71 км2. Населення становить 3237 ос. (станом на 31 грудня 2020).